# 연소항
연소항은 대한민국 전라남도 고흥군 금산면 어전리에 있는 어항이다. 1973년 12월 19일 지방어항으로 지정하여 관리하고 있다. 시설관리자는 고흥군수이다.

## 어항 명칭
마을앞에 연못이 있고 연꽃이 많아 연소 또는 연목금이라 불러왔고 또 옛날 선배들은 마을 앞에 우뚝 솟아 있는 일명 필봉을 옹하고 있는 마을지형이 마치 반달모양으로 생겨 반월이라 칭하기도 했으나 1939년 행정구역 개편에 따라 연소로 개칭하여 현재에 이르고 있다.

## 어항 구역
본 항의 어항구역은 다음과 같다.
- 수역: 현 방파제 깃점에서 100m 떨어진 지점에서 북쪽방향으로 650m을 그은 공유수면

## 어항 시설
- 선착장 198m, 방파제 108m

## 주요 어종
- 문어, 장어